# Aurora Bautista
Aurora Bautista Zúnel (* 15. Oktober 1925 in Villanueva de los Infantes, Provinz Valladolid; † 27. August 2012 in Madrid) war eine spanische Schauspielerin.

## Leben
Bautista kam in jungen Jahren nach Barcelona, wo sie am Institut del Teatro Schauspiel studierte. Das Teatro Español de Madrid verpflichtete sie 1945 für sein Ensemble, wo sie in William Shakespeares Sommernachtstraum debütierte. 1948 erhielt sie ihre erste Filmrolle und spielte für die Leinwand bis 1961 in einigen Rollen, während sie auf der Bühne in zahlreichen, meist klassischen, Rollen zu sehen war. Nach ihrer Hochzeit mit einem Arzt ging sie nach Mexiko und unterbrach mit wenigen Ausnahmen – so La tía Tula, wofür sie 1965 den Premio Nacional de Interpretación in Mexiko erhielt – ihre Karriere, bis sie 1966 nach Spanien zurückkehrte und nun in weiteren Filmen, darunter einige Italowestern, zu sehen war.
Ihre Darstellungen wurden als kraftvoll und lebendig bezeichnet, was sie für historische Stoffe und Stücke, in denen sie Drama und Leidenschaft verbinden konnte, geeignet machte.
Aurora Bautista wurde mit etlichen Preisen für ihre Darstellungen ausgezeichnet, zuletzt 2009 mit dem Premio Unión de Actores für ihr Lebenswerk.
Sie ist nicht zu verwechseln mit einer Schauspielerin, die zwischen 1965 und 1969 als Aurora Battista, Aurora Batista und Aura Batis meist zweitrangige Rollen in Genrefilmen spielte.

## Filmografie (Auswahl)
- 1948: Johanna von Kastilien (Locura de amor)
- 1957: Die Freuden der Familie (Il marito)
- 1964: Tante Tula (La tía Tula)
- 1966: Die Nonne und ihr Kind (El drecho de nacer)
- 1973: Saat der Angst (Una vela para el diablo)
- 2004: Tiovivo c. 1950